# Lê Minh Thành (diễn viên)
Lê Minh Thành (sinh ngày 6 tháng 9 năm 1991 quê quán tại Bến Tre) là một diễn viên người Việt Nam. Anh đã tạo nhiều ấn tượng qua các bộ phim như Muôn kiểu làm dâu và Làm rể Mười Xuân.

## Tiểu sử và sự nghiệp
Đam mê diễn xuất từ những ngày còn nhỏ, Lê Minh Thành nộp đơn thi vào trường Sân khấu điện ảnh khi lên Thành phố Hồ Chí Minh nhưng nộp đơn quá muộn nên học ngành du lịch. Trong thời gian theo học ngành du lịch, anh đăng ký học diễn xuất ở sân khấu của nghệ sĩ Trịnh Kim Chi, sau đó chuyển sang sân khấu kịch Hồng Vân. Anh từng tham gia cuộc thi Phái mạnh Việt 2016, Gương Mặt Điện ảnh 2017, 2018.

## Đề cử và giải thưởng
| Năm  | Lễ trao giải              | Hạng mục                          | Tác phẩm         | Kết quả   | Nguồn             |
| ---- | ------------------------- | --------------------------------- | ---------------- | --------- | ----------------- |
| 2020 | Giải thưởng Ngôi Sao Xanh | Nam diễn viên được yêu thích nhất | Làm rể Mười Xuân | Đoạt giải | [ 4 ] [ 5 ] [ 6 ] |

## Tác phẩm

### Phim truyền hình
| Năm  | Phim                                   | Nhân vật    | Nguồn |
| ---- | -------------------------------------- | ----------- | ----- |
| 2017 | Oan gia bùm chéo                       | Minh Tuấn   |       |
| 2017 | Tám công sở                            | Lâm Phong   |       |
| 2017 | Màu thứ 8 của tình yêu                 |             |       |
| 2018 | Nếu còn có ngày mai                    | Việt        |       |
| 2018 | Cặp đôi nổi chiến                      | Kiệt        |       |
| 2018 | Lần đầu làm mẹ                         | Minh Thành  |       |
| 2018 | Gạo nếp gạo tẻ                         | Hoàng       |       |
| 2019 | Tình mẫu tử                            | Sơn         |       |
| 2019 | Những đứa con tử trên trời rơi xuống 2 | Bảo         |       |
| 2019 | Hoài linh phiêu lưu ký                 |             |       |
| 2019 | Muôn kiểu làm dâu                      | Nam Quân    |       |
| 2020 | Gạo nếp gạo tẻ 2                       | Thế Sĩ      |       |
| 2020 | Nanh thép                              | Tâm Điên    |       |
| 2020 | Người đẹp làng hoa                     | Bún         |       |
| 2020 | Gia đình là số 1 phần 3                | Nam Quân    |       |
| 2020 | Làm rể Mười Xuân                       | Phương Đông |       |
| 2020 | Bộ tứ oan gia                          | Thanh Chung |       |
| 2020 | Bánh mì ông Màu                        | Tấn Phát    |       |
| 2020 | Ngày em đến                            | Lục         |       |
| 2020 | Gia đình võ thuật                      | Phương Đông |       |
| 2021 | Bẫy danh vọng                          | Đông        |       |
| 2021 | Nữ hoàng livestream                    | Tiến        |       |
| 2021 | Nơi tình yêu bắt đầu                   | Minh        |       |
| 2021 | Trong vòng xoay tội ác                 | Lĩnh        |       |
| 2021 | Trùm nổ                                | Huấn        |       |
| 2021 | Cây táo nở hoa                         | Ngà         |       |
| 2022 | Trùm nổ về làng                        | 3 La        |       |
| 2022 | Xóm già Háp                            | Sướng       |       |
| 2023 | Giấc mơ làm giàu                       | Tài         |       |
| 2023 | Hoa hậu thám tử                        | Quang Đăng  |       |
| 2023 | Hoa hồng cho sớm mai                   | Trung       |       |
| 2023 | Kế hoạch hoàn hảo                      | Đăng Lì     |       |
| 2024 | Nữ luật sư                             | Hưng        |       |
| 2025 | Nắng khuya                             | Chiến       |       |
| 2025 | Gió ngược chiều                        | Hải Đăng    |       |
|      | Nỗi đau ký ức                          | Hoàng Phong |       |
|      | Tình thâm đối đầu                      | Lạc Tùng    |       |
|      | Bi kịch đồng tiền                      | Tư Vinh     |       |

### Phim điện ảnh
| Năm  | Phim             | Nhân vật                             | Nguồn |
| ---- | ---------------- | ------------------------------------ | ----- |
| 2017 | Lô tô            | Thành                                |       |
| 2018 | 11 niềm hy vọng  | Tài                                  |       |
| 2018 | Tháng năm rực rỡ | Người yêu Thùy Linh lúc trưởng thành |       |

Web Drama
| Năm  | Phim                  | Nhân vật | Nguồn |
| ---- | --------------------- | -------- | ----- |
| 2018 | Tay buôn, buông tay   | Gấu      |       |
| 2019 | Bạn và bè             | Thành    |       |
| 2020 | Hiếu bến tàu          | Cảnh     |       |
| 2020 | Vương miện xương rồng | Phong    | [ 7 ] |
| 2021 | Tết quê nhà           | Thành    |       |